# Sestry od Panny Marie Sedmibolestné, služebnice Marie z Pisy
Sestry od Panny Marie Sedmibolestné, služebnice Marie z Pisy je ženská katolická řeholní kongregace, jejíž zkratkou je O.S.M.

## Historie
Kongregace byla založena sedmi ženami, patřícími k nemocničním oblátkám svaté Kláry v Pise, z důvodů potíží s vedením ústavu. Dne 9. prosince 1895 si sedm zakladatelek obléklo hábit Řádu služebníků Mariiných a 11. února 1896 složily své sliby a začaly žít řeholí třetího řádu Služebníků.
Komunita se rychle rozvíjela a roku 1903 byly vyslány sestry do Bargy, aby působily v místní nemocnici. Roku 1908 založily kliniku v Pise a Mariù Pascoli založily mateřskou školku v Castelvecchio. Jejich první misie byla založena roku 1977 v Indii.
Dne 1. listopadu 1916 byla schválena řádem služebníků Mariiných a 16. července 1954 také Svatým stolcem.

## Aktivita a rozšíření
Sestry se především věnují péči o nemocné.
Mimo Itálii se nachází v Albánii, na Filipínách, v Indii a Indonésii; hlavní sídlo se nachází v Pise.
Na konci roku 2011 měla kongregace 197 řeholnic ve 23 domech.